# Trzęsawid
Trzęsawid – istota demoniczna z wierzeń słowiańskich. Nazwa pochodzi najprawdopodobniej od miejsca, w którym można było go spotkać: trzęsawiska.
Był to demon, który za pomocą zielonej latarni zwodził ludzi zagubionych nocą na bagnach. Zwiedziony przez demona człowiek, w miarę jak postępował w swojej wędrówce, popadał w coraz większe odrętwienie. Za sprawą trzęsawida wydawało mu się, że bagno zmieniło się w łoże. Dopiero po położeniu się w nim, kiedy było za późno, aby wyjść, spostrzegał, że tonie, w towarzystwie diabelskiego rechotu demona.
Światło, którym trzęsawid wabi swoje ofiary, jest przykładem obecnego często we wierzeniach słowiańskich błędnego ognika.